# Protereotita
Protereotita (gr. Προτεραιότητα, Prioritet), Prioritet), Helena Paparizous debutalbum som soloartist. Albumet kom år 2004.

## Låtlista
1. Katse Kala - (Κάτσε καλά, Uppför dig)
2. Protereotita - (Προτεραιότητα, Prioritet)
3. Antitheseis - (Αντιθέσεις, Oppositioner)
4. Anamniseis - (Αναμνήσεις, Minnen)
5. Axizei - (Αξίζει, Det lönar sig)
6. Taxidi Gia To Agnosto - (Ταξίδι για το άγνωστο, Resa till den okända)
7. Galana - (Γαλανά,, Himmelblå)
8. (Exeis Kario Na Mou Fereis) Louloudia - ((Έχεις καιρό να μου φέρεις) λουλούδια, (Du har tid för att bringa mig) blommor)
9. Stin Kardia Mou Mono Thlipsi - (Στην καρδιά μου μόνο θλίψη, I mitt hjärta bara sorg)
10. Zise (Vive La Vida Loca) - (Ζήσε (Vive La Vida Loca), Lev)
11. I Zoi Sou Zari - (Η ζωή σου ζάρι, Ditt liv som en tärning)
12. M'agaliazei To Skotadi - (Μ' αγκαλιάζει το σκοτάδι, Mörkret kramar mig)
13. Matia Kai Xeili - (Μάτια και χείλη, Ögon och läppar)
14. Mesa Sti Fotia Sou - (Μέσα στη φωτιά σου, I din eld)
15. Anapantites Kliseis - (Αναπάντητες κλήσεις, Obesvarade samtal)
16. Treli Kardia - (Τρελή καρδιά, Galet hjärta)
17. Anapantites Kliseis (SMS Remix) - (Αναπάντητες κλήσεις (SMS Remix))